# Apócrifo de João
O Evangelho Secreto de João, conhecido também como Apócrifo de João, é um texto com ensinamentos secretos do gnosticismo setiano e datado do século II. Descreve aparições de Jesus Cristo ao Apóstolo João, nas quais lhe são passados conhecimentos gnósticos. Segundo o autor, essas aparições aconteceram após Jesus "ter voltado ao lugar de onde veio" (Ascensão de Jesus).

## Visão Geral
A abertura do Evangelho Secreto de João é "Os ensinamentos do salvador e a revelação dos mistérios e das coisas ocultas em silêncio, mesmo aquelas que ele ensinou a João, seu discípulo".
O autor João é imediatamente identificado como "João, irmão de Tiago— que são filhos de Zebedeu".
Existem quatro manuscritos sobreviventes do "Evangelho Secreto de João". Três deles foram encontrados nos códices da Biblioteca de Nag Hammadi (códices II, III e IV), enquanto o quarto foi encontrado independentemente cinqüenta anos antes em outro lugar no Egito. Todas as versões são do século IV.
Três deles parecem ter sido traduções coptas independentes de um texto original grego. Dois dos quatro são parecidos o suficiente para afirmar que são cópias de uma única fonte.
Muitos Cristãos no Século II esperavam receber revelações transcendentais como a que Paulo pôde reportar à igreja em Corinto (II Coríntios 12:1-4) ou a que João experimentou na ilha de Patmos, que inspirou seu Apocalipse. Assim como o Atos dos Apóstolos narra o que  aconteceu depois que Jesus ascendeu ao Céu, o Apócrifo de João começa no mesmo ponto, mas relata como Cristo reapareceu a João.
O resto do texto é uma visão de reinos espirituais e da história espiritual anterior da humanidade.

## História

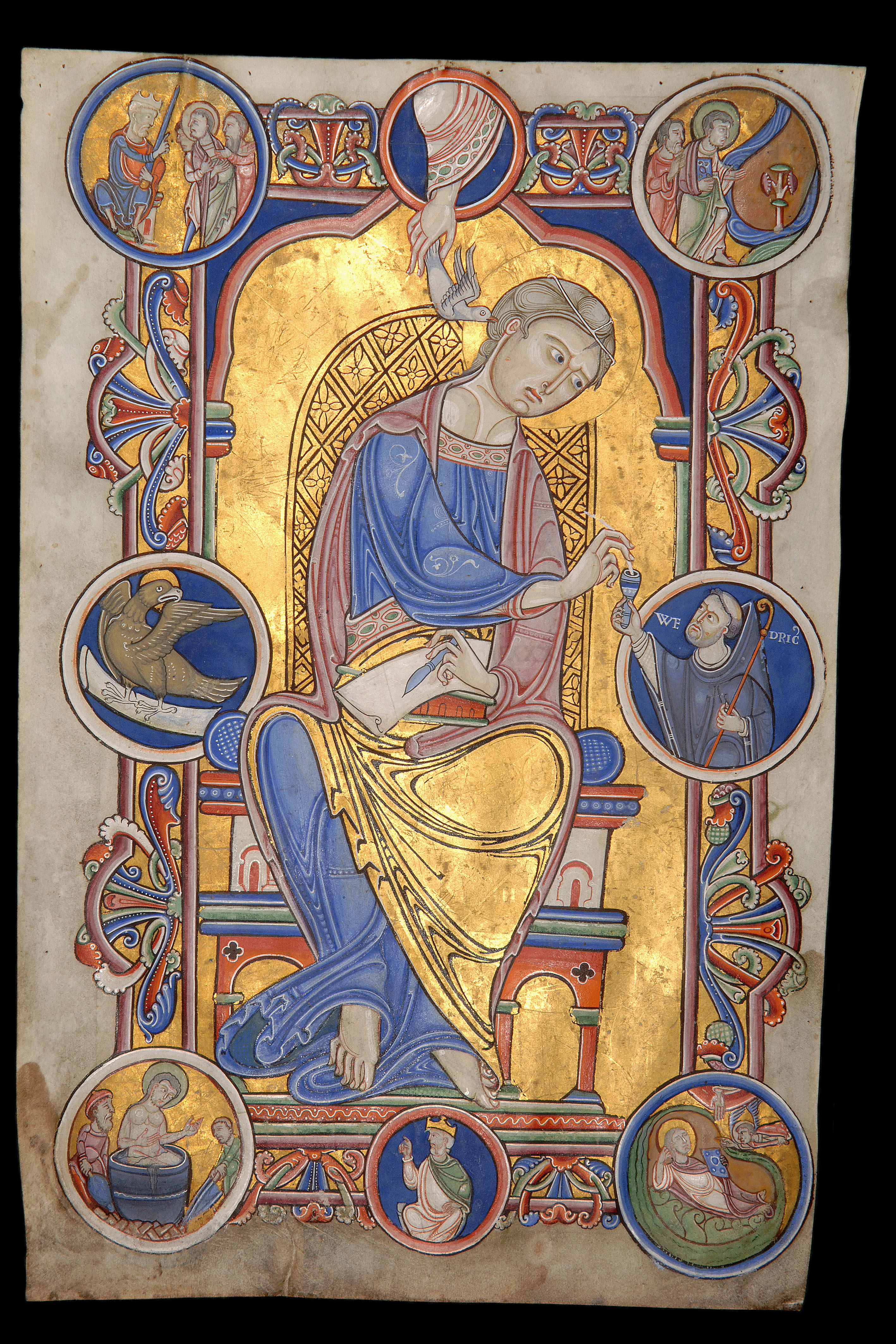
São João Evangelista no Evangelário do Abade Wedricus

O Apócrifo de João foi citado por Ireneu em Adversus Haereses, escrito por volta de 185, dentre os escritos que os sábios das comunidades cristãs do século II estavam produzindo, "um número indescritível de escritos secretos e ilegítimos, que eles mesmos forjaram, para impressionar a mente de pessoas idiotas, que desconhecem as verdadeiras Escrituras" — escrituras que Ireneu estava tentando demonstrar serem nem mais e nem menos do que quatro, os "quatro Evangelhos" que sua própria autoridade ajudou a transformar nos "Evangelhos Canônicos". Dentre os livros que ele cita com o objetivo de expor e refutar estão o Evangelho da Verdade, Evangelho de Judas e este Evangelho Secreto de João.
Até 1945, quando a Biblioteca de Nag Hammadi foi descoberta no Egito, pouco se sabia deste texto.
Duas das três versões encontradas são traduções de uma mesma fonte e incorporam um longo trecho de um tal de Livro de Zoroastro (como capítulos 15:29 – 19:8 e seguintes).
Uma versão mais curta do Apócrifo encontrada em Nag Hammadi não contém esta interpolação e representa uma tradição distinta.
Uma quarta versão do texto foi descoberta num antigo códice Copta adquirido pelo Dr. Carl Reinhardt no Cairo em 1896. Este manuscrito (identificado como Códice Gnóstico de Berlim ou BG8502) foi utilizado em conjunto com os três encontrados em Nag Hammadi para produzir as traduções disponíveis.
O fato de quatro versões deste texto terem sobrevivido, duas curtas e duas longas, sugere quão importante este texto era nos primitivos círculos Cristãos Gnósticos. Importante notar que o Apócrifo de João é o primeiro texto em cada um dos códices onde é encontrado na Biblioteca de Nag Hammadi.

## Influência
O Apócrifo, considerado no contexto da revelação do Cristo ressurreto a João, filho de Zebedeu, contém um dos mais completos e detalhados relatos da clássica mitologia Dualista Gnóstica que chegou até nós.
Segundo Frederick Wisse, o texto foi utilizados no século VIII, na Mesopotâmia, pelos Audianistas.
O Apócrifo de João se tornou o texto principal no estudo das tradições gnósticas da Antiguidade. A mitologia da criação exposta no texto foi objeto de estudo de escritores como Carl Jung and Eric Voegelin.

## Resumo
O texto começa com João descrevendo seu próprio estado de tristeza e perplexidade após a crucificação de Jesus. O Salvador então aparece, assume várias formas e, após banir os temores de João, fornece a seguinte narrativa cosmológica:.
O princípio divino mais elevado é a Mônada, descrita como uma “monarquia sem nada acima dela”. Trata-se de um princípio supremo, absoluto, eterno, infinito, perfeito, santo e auto-suficiente. No entanto, sua transcendente inefabilidade também é enfatizada. Ele não é quantificável e nem suas qualidades podem ser verdadeiramente descritas. A Mônada existe em uma perfeição inconcebível.
Tal Mônada produziu, a partir de seu pensamento uma entidade divina feminina ou princípio denominado Barbelo, descrita como: “o primeiro pensamento” e a “imagem” da Mônada. Embora Barbelo seja sempre referida como 'ela', ela também é descrita como a mãe e o pai primordiais. Ela também é considerada “o primeiro homem” e descrita em vários termos de androginia.
Trata-se do primeiro ser de uma classe de seres conhecidos como Aeons, que surgem a partir de interações entre Barbelo e Mônada. Desse modo, as propriedades de Luz e Mente dos Aeons decorrem do reflexo da Mônada no Barbelo. Luz é sinônimo de Cristo, também chamado de “Cristo Autogenes”. A Luz e a Mente envolvem-se em mais atividades criativas, auxiliadas e glorificando os princípios superiores de Barbelo e a Mônada. Juntos, eles geram mais Aeons e poderes.
Um dos Aeons, Sofia “da Epinoia”, interrompe a harmonia desses processos ao se envolver em atividades criativas sem a participação ou consentimento do Espírito da Mônada e sem a ajuda de um consorte masculino. O poder criativo de seu pensamento produz uma entidade que será conhecida como: Yaltabaoth, que é a primeira de uma série de entidades incompletas e demoníacas chamadas de Arcontes.
Yaltabaoth tem um caráter malévolo e arrogante e também uma forma grotesca: sua cabeça é a de um leão enquanto ele possui um corpo serpentino. Reconhecendo a natureza deformada e imperfeita de sua prole, Sophia tenta escondê-la em algum lugar onde os outros Aeons não descobrirão. Como consequência, o próprio Yaltabaoth permanece ignorante do mundo superior e dos outros Aeons.
O fato de que Yaltabaoth possuir apenas um pai solteiro e ter sido criado sem o consentimento do Espírito da Mônada, não o impede de ser capaz de imitar os processos criativos dos Aeons superiores e, desse modo, criar uma série de outros Arcontes, cada um dos quais compartilha seu próprio caráter basicamente deficiente, e cria um mundo para eles habitarem.
Trata-se de um mundo é fundamentalmente inferior ao mundo acima, formado na escuridão, mas animado pela luz roubada de Sophia. O resultado é um mundo que não é "claro nem escuro", mas sim "escuro". Em sua arrogância e ignorância, Yaltabaoth se declara o único e ciumento Deus deste reino.
Reconhecendo a imperfeição de Yaltabaoth e seu mundo falso, Sophia se arrepende e pede o auxílio do Espírito de Mônada que convoca os outros Aeons para tentar redimir Sophia e sua criação bastarda. Durante este processo, Yaltabaoth e seus Arcontes ouvem a voz do Espírito de Mônada. Enquanto eles ficam aterrorizados com a voz, seu eco deixa um traço de uma imagem do Espírito nas “águas” que formam o teto de seu reino. Na esperança de aproveitar esse poder para si mesmos, eles tentam criar uma cópia desta imagem. O resultado final desse processo é o primeiro homem humano: Adão.
Reconhecendo uma oportunidade de recuperar a luz aprisionada nas trevas de Yaltabaoth e seu mundo, Sophia e agentes da ordem superior, chamados de 'plenoria' ou 'Epinoia', e mais tarde como 'pleroma', elaboram um esquema. Eles enganam Yaltabaoth para soprar sua própria essência espiritual em Adão.
Vendo a luminosidade, inteligência e superioridade geral de Adão, após receber o sopro de Sophia, Yaltabaoth e os Arcontes lamentam sua criação e fazem o possível para aprisioná-lo ou eliminá-lo. Não fazendo isso, eles tentam neutralizá-lo, colocando-o no Jardim do Éden.
Nesta narrativa, o Jardim do Éden é um falso paraíso onde o fruto das árvores é: o pecado, a luxúria, a ignorância, o confinamento e a morte. Enquanto eles dão a Adão acesso à Árvore da Vida, eles escondem a Árvore da Ciência do Bem e do Mal. De acordo com essa narrativa, a Árvore do Conhecimento representa a penetração das forças positivas do mundo superior e da Epinoia no reino de Yaltabaoth.
Nesse ponto da narrativa, Cristo revela a João que foi ele quem fez com que Adão consumisse o fruto da Árvore do Conhecimento. Além disso, é revelado que Eva foi uma ajudante enviada por agentes da ordem superior para ajudar a liberar a luz aprisionada na criação de Yaltabaoth e em Adão, que foi criada quando Yaltabaoth tentava tirar a luz de Adão. Isso resultou na criação do corpo feminino. Quando Adão a percebe, ele vê um reflexo de sua própria essência e foi libertado do poder encantador de Yaltabaoth.
A narrativa então detalha as tentativas de Yaltabaoth de recuperar o controle sobre a essência da Luz. Seu esquema principal é iniciar a atividade de reprodução humana, pela qual ele espera criar novos corpos humanos habitados por um espírito falsificado. Este espírito falsificado permite que Yaltabaoth e seus agentes enganem a raça humana, mantendo-os na ignorância de sua verdadeira natureza, e é o principal meio pelo qual Yaltabaoth mantém a humanidade sob subjugação. É a fonte de todo o mal e confusão terrestre, e faz com que as pessoas morram “sem ter encontrado a verdade e sem conhecer o Deus da verdade”.
Após essa revelação, a narrativa assume a forma de uma série de perguntas e respostas entre João e o Salvador. Elas tratam de vários assuntos, mas são em grande parte de natureza soteriológica.
João pergunta a Cristo quem é elegível para a salvação, e Cristo responde que aqueles que entrarem em contato com o verdadeiro Espírito receberão a salvação, enquanto aqueles que são dominados pelo espírito falsificado receberão a condenação.
Cristo também revela seu próprio papel como agente libertador do reino superior, neste contexto. Cristo, que se descreve como a “lembrança do Pronoia” e “a lembrança do Pleroma”, Traz luz às trevas da prisão de Yaltabaoth. Aqui, ele desperta os prisioneiros para a vigília e a lembrança. Aqueles que recebem e são despertados pela revelação de Cristo são levantados e “selados ... na luz da água com cinco selos”. Eles são, portanto, poupados da morte e da condenação.
Isso conclui a mensagem de Cristo. Finalmente, o salvador afirma que qualquer um que compartilhar essas revelações para lucro pessoal será amaldiçoado.